# عبداللطیف عبدالحمید
عبداللطیف عبدالحمید (عربی: عبد اللطيف عبد الحميد؛ زادهٔ ۵ ژانویهٔ ۱۹۵۴) کارگردان فیلم اهل سوریه است. او چندین بار برنده جوایزی از جشنواره‌های فیلم از قبیل جشنواره فیلم سنگاپور، جشنواره فیلم دمشق، جشنواره فیلم کارتاژ و… شده‌است.